# Nicklas Strunck Jakobsen
Nicklas Strunck Jakobsen (Ølstykke, 17 augustus 1999) is een Deens voetballer die doorgaans speelt als middenvelder. In januari 2025 verruilde hij Esbjerg fB voor Bryne.

## Clubcarrière
Strunck Jakobsen speelde in de jeugd van Ølstykke, Stenløse en Frederikssund waarna hij in de opleiding van FC Nordsjælland terechtkwam. Zijn debuut maakte hij op 16 februari 2018, toen met 2–1 gewonnen werd van Odense BK. Mathias Jensen en Mikkel Rygaard Jensen scoorden voor Nordsjælland en de tegentreffer kwam van Rasmus Festersen. Strunck Jakobsen moest van coach Kasper Hjulmand op de reservebank beginnen en hij viel in de blessuretijd van de tweede helft in voor Mikkel Damsgaard. De middenvelder maakte op 1 maart 2018 zijn eerste doelpunt tegen Silkeborg IF. Ernest Asante en Davit Skhirtladze hadden gezorgd voor een gelijke stand, voor Strunck Jakobsen zijn ploeg een kwartier voor tijd op voorsprong zette. Nikolai Baden Frederiksen zorgde uiteindelijk voor de laatste treffer: 3–1.
In augustus 2019 verkaste Strunck Jakobsen naar FC Groningen, waar hij zijn handtekening zette onder een verbintenis voor de duur van vier seizoenen. In zijn eerste seizoen kwam de middenvelder niet tot speelminuten voor Groningen, waarop hij voor een jaar verhuurd werd aan Esbjerg fB, dat tevens een optie tot koop verkreeg. Deze optie werd het jaar erop gelicht, waardoor hij definitief kwam vast te liggen bij Esjberg. In januari 2025 verkaste Strunck Jakobsen naar Bryne.

## Clubstatistieken
| Seizoen | Club            | Competitie  | Competitie | Competitie | Beker | Beker | Internationaal | Internationaal | Totaal | Totaal |
| Seizoen | Club            | Competitie  | Wed.       | Dlp.       | Wed.  | Dlp.  | Wed.           | Dlp.           | Wed.   | Dlp.   |
| ------- | --------------- | ----------- | ---------- | ---------- | ----- | ----- | -------------- | -------------- | ------ | ------ |
| 2017/18 | FC Nordsjælland | Superligaen | 6          | 1          | 0     | 0     | —              | —              | 6      | 1      |
| 2018/19 | FC Nordsjælland | Superligaen | 20         | 2          | 0     | 0     | 6              | 0              | 26     | 2      |
| 2019/20 | FC Nordsjælland | Superligaen | 1          | 0          | 0     | 0     | —              | —              | 1      | 0      |
| 2019/20 | FC Groningen    | Eredivisie  | 0          | 0          | 0     | 0     | —              | —              | 0      | 0      |
| 2020/21 | → Esbjerg fB    | 1. division | 26         | 3          | 0     | 0     | —              | —              | 26     | 3      |
| 2021/22 | Esbjerg fB      | 1. division | 31         | 1          | 2     | 0     | —              | —              | 33     | 1      |
| 2022/23 | Esbjerg fB      | 2. division | 29         | 9          | 1     | 0     | —              | —              | 30     | 9      |
| 2023/24 | Esbjerg fB      | 2. division | 31         | 8          | 2     | 0     | —              | —              | 33     | 8      |
| 2024/25 | Esbjerg fB      | 1. division | 18         | 3          | 5     | 1     | —              | —              | 23     | 4      |
| 2025    | Bryne           | Eliteserien | 0          | 0          | 0     | 0     | —              | —              | 0      | 0      |
| Totaal  | Totaal          | Totaal      | 162        | 27         | 10    | 1     | 6              | 0              | 178    | 28     |

Bijgewerkt op 7 februari 2025.